# Tolhuaca brasiliensis
Tolhuaca brasiliensis là một loài Trichoptera trong họ Glossosomatidae. Chúng phân bố ở vùng Tân nhiệt đới.